# Стеклянные стены (фильм)
«Стеклянные стены» (1985) — американский кинофильм.

## Сюжет
Нью-Йоркский таксист Джеймс Фланаган (Филип Боско) все ещё надеется на успех, чтобы стать театральным актером. Он знает наизусть любой сонет Шекспира и хорошо квалифицирован, но не может найти ни соответствующей работы, ни агента. Однажды во время работы он встречает близких ему людей из своего прошлого и эти встречи заставляют переосмыслить всю его жизнь.

## В ролях
- Филип Боско — Джеймс Фланаган
- Джеральдин Пейдж — Мама
- Линда Торсон — Андри
- Олимпия Дукакис — Мэри Фланаган
- Стивен Уэбер — Шон
- Джеймс Толкан — Тернер
- Уильям Хикки — Папа